# Ягелло, Владимир Люцианович
Владимир Люцианович Ягелло (16 июня 1887, Виленская губерния — 6 или 15 августа 1915, река Двина) — русский военный лётчик, штаб-ротмистр Русской императорской армии. Участник Первой мировой войны. Кавалер ордена Святого Георгия 4-й степени (1916) и Георгиевского оружия (1915). Начальник 19-го корпусного авиационного отряда. Погиб во время полёта.

## Биография
Владимир Ягелло родился 16 июня 1887 года в православной дворянской семье Виленской губернии. Образование получил во Владимирском Киевском кадетском корпусе, который окончил в 1906 году. Затем с 1906—1908 годах обучался в Елисаветградском кавалерийском училище. В 1912 году окончил Одесскую школу авиации (школа при Одесском аэроклубе, содержавшаяся президентом ОАК А. А. Анатрой). В сентябре 1912 года в составе 3-й группы на обучение на Теоретические курсы авиации им. В.В. Захарова в Санкт-Петербургский политехнический институт. Окончил курсы со званием "военного лётчика".
15 июня 1908 года Владиир Люцианович был выпущен из кавалерийского училища в чине корнета в 8-й уланский Вознесенский полк. 11 сентября 1911 года Ягелло был произведён в чин поручика.
Принимал участие в воздушных боях Первой мировой войны. С 1914 года занимал должность младшего офицера в 6-й авиационной роте, а затем служил на аналогичной должности в 3-м авиационном отряде особого назначения. Последней его должностью стала должность начальника 19-го корпусного авиационного отряда. 29 июля 1915 года Владимир Ягелло получил чин штабс-ротмистра.
6 августа 1915 года Владимир Ягелло совершал очередной полёт, во время случилась авария. В результате этой аварии штабс-ротмистр Ягелло упал в реку Двину, в которой и утонул.  По альтернативным данным Ягелло разбился 15 августа 1915 года во время пробного полёта или погиб во время воздушной разведки. На момент смерти в браке не состоял.

## Награды
Владимир Люцианович был удостоен следующих наград: 
- Орден Святого Георгия 4-й степени (Высочайший приказ от 25 мая 1916) — «за то, что произведя в период времени с 3-го по 10-е июля 1915 г. разведки под неприятельским огнем, своевременно доставлял весьма важные донесения о противнике, а в бою 10-го июля, вынужденный, благодаря порче мотора, спуститься в районе расположения противника, тем не менее выполнил возложенную на него задачу по отысканию и восстановлению утерянной связи между штабом армии и штабом 19-го армейского корпуса»;
- Георгиевское оружие (Высочайший приказ от 12 июля 1915[6]) — «за то, что производя воздушную разведку 21-го февраля 1915 г. района расположения противника в направлении на Рожкову - Волю, Томашев и Раву, будучи обстрелян артиллерией противника на участке от Иновлодзя до Томашева, добыл сведения особой важности относительно движения противника к левому флангу 5-й армии, которые своевременно доставил в штаб армии, что дало возможность принять меры и с успехом парализовать намерения противника»;
- Орден Святого Владимира 4-й степени с мечами и бантом (Высочайший приказ от 4 февраля 1915);
- Орден Святой Анны 4-й степени с надписью «За храбрость» (Высочайший приказ от 24 марта 1915);
- Орден Святого Станислава 3-й степени (Высочайший приказ от 17 декабря 1913).